# Bosmarathon
Bosmarathon is een hardloopwedstrijd met afstanden van een 21,0975 km en tot 2019 ook een 42,195 km. De start en aankomst van de wedstrijd liggen in Buggenhout, een plaats in de Belgische provincie Oost-Vlaanderen. Het parcours bestaat uit verharde en onverharde stukken en loopt om en door het Buggenhoutbos. De wedstrijd wordt georganiseerd in samenwerking met Lebbeekse AC. De opbrengst gaat naar goede doelen.

## Geschiedenis
De eerste editie werd georganiseerd in 2009 ten voordele van drie lokale verenigingen in Buggenhout. De wedstrijd bestond aanvankelijk enkel uit een halve en volledige marathon, die werden afgelegd op een parcours van 21,0975 km. In 2019 werd het parcours voor het eerst officieel gekeurd door World Athletics, de internationale atletiekfederatie.
In 2020 werd de 12e editie van de marathon geannuleerd wegens de Coronapandemie. De wedstrijd zou datzelfde jaar voor het eerst gelden als Vlaams en Belgisch kampioenschap op deze afstand. In 2022 werd er geen marathon meer gelopen.

## Wedstrijdrecords
| Wedstrijd            | Tijd    | Naam                     | Land   | Jaar |
| -------------------- | ------- | ------------------------ | ------ | ---- |
| Marathon heren       | 2:24.48 | Willem Van Schuerbeeck   | België | 2014 |
| Marathon dames       | 3:24.58 | Alinda Vetsuypens        | België | 2018 |
| Halve marathon heren | 1:08.30 | Lander Van Droogenbroeck | België | 2018 |
| Halve marathon dames | 1:27.51 | Karen Van Herck          | België | 2016 |
| Estafette marathon   | 2:26.21 | AC Lebbeke               | België | 2018 |